# 172P/Yeung
172P/Yeung, komet Jupiterove obitelji. 